# Монте Мелконян
Монте Мелконян (известен с псевдонимите Командир Аво, Тимоти Шон Мак-Кормак, Абу Синд, Сар) е арменски националист, етнически арменец от САЩ, член на Тайната армия за освобождение на Армения (АСАЛА), сред организаторите и ръководителите на арменските сили в Нагорни Карабах.
Роден е във Вайселия, щата Калифорния, САЩ на 25 ноември 1957 г. Учи в Калифорнийския университет в Бъркли.
Участва в гражданската война в Ливан като член на АСАЛА на страната на Ливанското национално движение (включващо Организацията за освобождение на Палестина, Комунистическата партия, Сирийската социална националистическа партия, Прогресивната социалистическа партия и други леви сили) срещу местното маронитско обединение Катаеб (Фаланга) и срещу Израел.
Заради разногласия с Агоп Агопян – лидера на АСАЛА, Мелконян създава организацията АСАЛА – Революционно движение.
Воюва в конфликта в Нагорни Карабах, където е убит край село Марзили на 12 юни 1993 г. Погребан е в Ереван, столицата на Армения.
Посмъртно е удостоен с висшето почетно звание „Герой на Арцах“.